# Вулф Лејк (Минесота)
Вулф Лејк (енгл. Wolf Lake) град је у америчкој савезној држави Минесота.

## Демографија
По попису из 2010. године број становника је 57, што је 26 (83,9%) становника више него 2000. године.
| Група             | 2000.      | 2010.      |
| Белци             | 29 (93,5%) | 55 (96,5%) |
| Афроамериканци    | 0 (0,0%)   | 0 (0,0%)   |
| Азијати           | 0 (0,0%)   | 0 (0,0%)   |
| Хиспаноамериканци | 0 (0,0%)   | 0 (0,0%)   |
| Укупно            | 31         | 57         |